# 張麃
張麃（1467年—？年），字维培，江西吉安府安福縣人，民籍。

## 生平
治《易經》，行七，由國子生中式甲子科（1504年）江西鄉試第六十三名舉人，年四十二歲中式正德三年（1508年）戊辰科會試第八十六名，第三甲第一百九十名進士。初授福建泉州府晋江县知县，官至员外郎。

## 家族
曾祖张旦，训导。祖张行，教谕赠翰林院检讨。父张业，前国子监司业。前母周氏，封孺人；母李氏。慈侍下。兄维凤、维辅。